# 陳佐舜
陳佐舜（1922年5月18日—2002年12月21日）香港著名教育家。生於廣東南海。1951年來到香港。1965至1970年任中文大學新亞書院秘書長；1973年任中文大學教務長。1973年新亞中學創辦後，他出任其校董會成員。1982年任嶺南學院副校長。1983年升任嶺南學院校長。1995年任新亞研究所所長。

## 學歷
- 1946年上海震旦大學(Université L'Aurore)法學士學位及政治經濟學文憑
- 1974年法國國立巴黎大學文學博士學位

## 其他公職
- 1963年10月-？：天主教香港教區教友傳教會會長[4]
- 1987年-1993年：香港考試局副主席
- 1997年-2002年：香港明愛教育委員會主席

## 榮譽
- 1966年獲教廷聖思維 (Sylvester) 騎士勳銜
- 1977年獲法國棕櫚騎士(Chevalier dans l'Ordre des Palmes Academiques)勳銜
- 1995年獲嶺南學院頒授榮譽法學博士學位

## 個人生活
陳佐舜與妻子杜瑞珍（1924-1991）於1951年結婚，共育有七名子女。